# Hackett (automóviles)

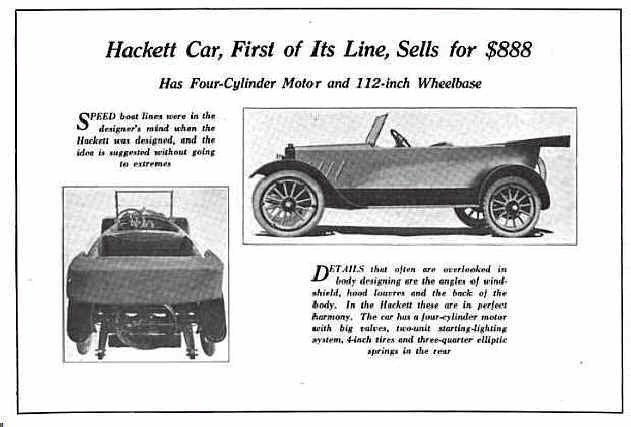
Anuncio del Hackett Four (1917)

Hackett Motor Car Company fue un fabricante de automóviles estadounidense radicado en Jackson (Míchigan), activo entre 1916 y 1919, periodo en el que construyó y comercializó los vehículos de la marca Hackett.

## Historia
El inglés Mansell Hackett había fundado la empresa Disco Starter Co. en Detroit. Como negocio auxiliar, compró pequeños fabricantes de automóviles estadounidenses, casi desaparecidos, y los dividió y vendió las partes, o los restauró en su totalidad. Una de estas empresas era Argo Motor Co propiedad de Benjamin Briscoe. Mansell decidió mantener esta empresa y convertirse él mismo en fabricante de automóviles, y reorganizó la empresa como Hackett Motor Car Co. Parte de la financiación provino de una familia de constructores navales de Ferrisburg, por lo que J.S. Johnston se convirtió en presidente de la empresa y Hackett en director general.
El Hackett era un automóvil ensamblado, impulsado por un motor G.B. & S de cuatro cilindros y válvulas laterales con carburador Carter, una cilindrada de 178,8 c.i. (3078 cm³) y que rendía 22,5 bhp (16,8 kW). El automóvil utilizaba un chasis convencional con una distancia entre ejes de 112 pulgadas (2845 mm), y estaba claramente inspirado en el modelo Ford T.
Al principio, el Hackett se ofreció como un automóvil de turismo para 5 pasajeros y como un convertible para 4 pasajeros, ambos con un precio de 888 dólares. En 1918 la gama estaba formada por variantes de 2 y 3 pasajeros, y un "All Seasons Touring" de 5 pasajeros, un automóvil de turismo equipado con una capota extraíble de invierno (tipo "California", como la ofrecida en los Dodge de la misma época), o un techo fijo con ventanas y paneles laterales removibles para el verano.
Tras una interrupción forzada de la producción debido a la escasez de materiales durante la Primera Guerra Mundial, las operaciones se transfirieron a Grand Rapids (Míchigan).
El ingeniero jefe Fred M. Guy había trabajado desde 1910 en un motor "sin válvulas", equipado con unos discos giratorios impulsados por engranajes, eliminando así el árbol de levas y los resortes de las válvulas. Junto con Otto W. Heinz construyó un prototipo de cuatro cilindros operativo en 1919, cuando la empresa se cerró después de otra reorganización nefasta. Mansell regresó a su negocio anterior de fabricación de motores de arranque, y Guy y Heinz fueron a Ypsilanti (Míchigan), donde pasaron a colaborar con la Apex Motor Corp., fabricante del automóvil Ace. En Apex, el motor de Guy se transformó en un propulsor de seis cilindros, que acabaría teniendo una producción limitada. Más adelante, se fundaría la Guy Disc Valve Motor Co. en Ypsilanti.
Las instalaciones en Grand Rapids se vendieron a Lorraine Motors Corp., utilizándose inicialmente para construir un automóvil de tamaño mediano con motor Herschell-Spillman. Los planes de David Dunbar Buick eran construir un Lorraine más grande con un propulsor desarrollado por él mismo, utilizando el principio del motor IOE incorporado en el primer Buick, pero no se materializaron.
En total, solo se construyeron alrededor de 118 automóviles Hackett.